# Lukijan Mušicki
Lukijan Mušicki (en serbe cyrillique : Лукијан Мушицки ; né le 27 janvier 1777 à Temerin et mort le 15 mars 1837 à Plaški) est un linguiste, un philosophe et un écrivain serbe. Il a aussi introduit la lettre « ђ » dans l'alphabet cyrillique serbe. Il a également été évêque de l'éparchie de Gornji Karlovac.

## Carrière
Lukijan Mušicki effectue ses études élémentaires dans sa ville natale de Temerin, puis il étudie au Lycée de Novi Sad et de Szeged (Hongrie). Il suit des études de droit et de philosophie à Pest.
Après ses études, il prend la direction de l'administration de la chancellerie du métropolite serbe de Sremski Karlovci. Par la suite, il prend la robe et rejoint les rangs de l'Église. Il meurt comme membre de l'épiscopat à Plaški (aujourd'hui en Croatie).
Linguiste, il parlait parfaitement le grec ancien et le latin, le français, l'allemand, le russe (ainsi que plusieurs autres langues slaves), le grec et l'italien.

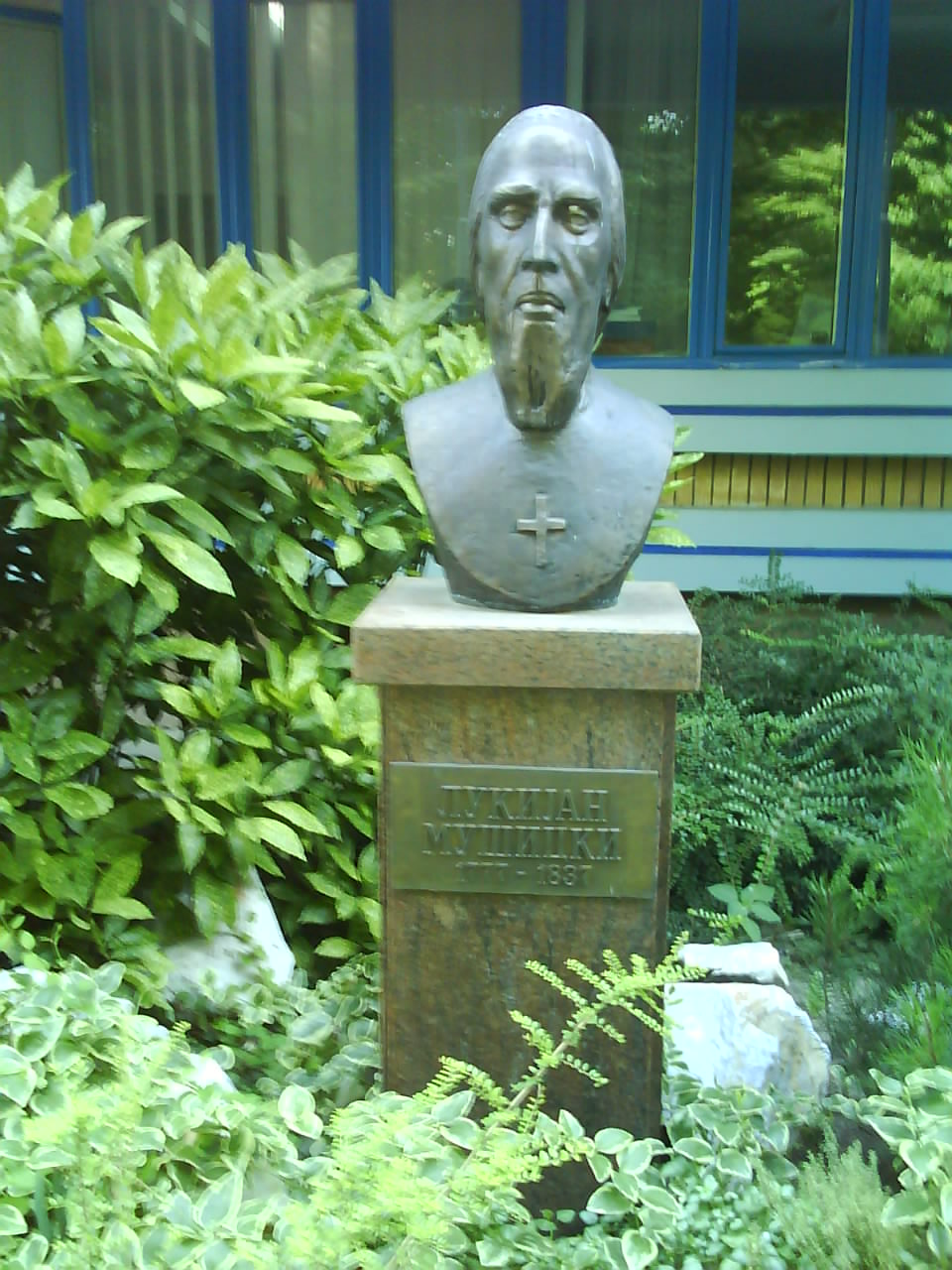
Buste de Lukijan Mušicki à Temerin